# Fotbal la Jocurile Olimpice de vară din 2008
Fotbal la Jocurile Olimpice din 2008 s-a desfășurat în Beijing și alte multe orașe din China între 6 august și 23 august. Câștigătoarea la masculin a fost Argentina și la feminin Statele Unite.

## Stadioane
- Beijing: Stadionul Național din Beijing
- Beijing: Workers' Stadium
- Qinhuangdao: Qinhuangdao Olympic Sports Centre Stadium
- Shanghai: Stadionul Shanghai
- Shenyang: Stadionul Olimpic din Shenyang
- Tianjin: Tianjin Olympic Centre Stadium